# Kamel
Kamel, även kallad tvåpucklig kamel eller baktrisk kamel (Camelus bactrianus), är en art i familjen kameldjur, som tillsammans med dromedaren utgör släktet kameler. Kamelen har två fettlagrande pucklar på ryggen. Den största delen av populationen är domesticerad och används i stora delar av Asien för att bära gods. Den vilda populationen är däremot extremt hotad, och några zoologer klassar den som egen art, Camelus ferus.

## Systematik

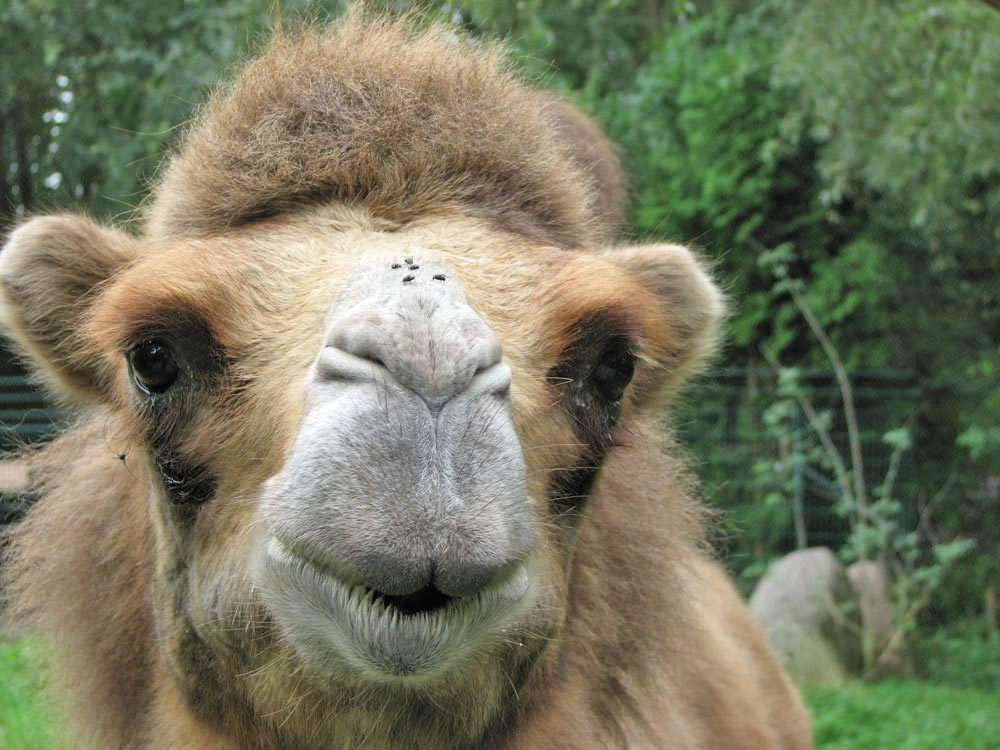
Kamelhuvud

Tvåpucklig kamel och dromedar bildar tillsammans släktet kameler, som tillsammans med de sydamerikanska släktena Lama och Vicugna bildar familjen kameldjur. Kamel och dromedar kan hybridisera och få fertil avkomma och därför kategoriseras de ibland som en art. På grund av morfologiska skillnader kategoriserar de flesta auktorer dem som olika arter.
Den tvåpuckliga kamelen beskrevs första gången taxonomiskt 1758 av Carl von Linné och han gav den namnet Camelus bactrianus. Typexemplaret var ett domesticerat djur. Nikolaj Przjevalskij beskrev den vilda populationen 1883 som den självständiga arten Camelus ferus. Idag betraktas de vilda kamelerna tillsammans med den tama populationen som en art. I vissa skrifter förekommer fortfarande C. ferus som artnamn, men enligt ICZN:s regler är den äldre beteckningen C. bactrianus den gällande.
Genetiska studier utförda av professor Han Jianlin (Gansu Agricultural University, Kina) och professor Olivier Hanotte (International Livestock Research Institut i Nairobi, Kenya) visar att den vilda populationens gener skiljer sig med 3 procent från den domesticerade populationens gener. Som en jämförelse kan nämnas att skillnaden mellan människans och schimpansens gener är cirka 4 procent.

## Utbredning
Det antas att kamelen hade sitt ursprungliga utbredningsområde i större delen av Centralasien. Regionen sträckte sig troligtvis från Kazakstan till Mongoliet och norra Kina. Redan tretusen år före Kristus började människan domesticera djuret. Idag finns den tama formen över stora delar av Asien och beståndet av dessa uppskattas till 2,5 miljoner exemplar. De finns nu från Anatolien till Manchuriet. Norrut sträcker sig utbredningsområdet till Omsk och Bajkalsjön, alltså till 55:e breddgraden.
Den vilda populationen har på grund av jakt minskat betydligt. IUCN uppskattade 2003 att det bara finns 950 individer kvar som lever i tre skilda populationer: en i Taklamakanöknen, en kring sjön Lop Nor (dessa båda finns i den kinesiska provinsen Xinjiang och uppgår tillsammans till 600 exemplar) och en i den mongoliska delen av Gobiöknen (cirka 350 exemplar).

## Utseende och anatomi
Kamelen skiljs lättast från sin närmaste släkting dromedaren genom att den har två pucklar, och dromedaren en. Arten är över 2 meter hög, om man räknar med puckeln, och kan väga över 700 kg. Vanligen väger de mellan 450 och 500 kilogram. Djuret kan bli upp till 3 meter långt och mankhöjden ligger mellan 180 och 230 centimeter. Svansen är med en längd av 35 till 55 centimeter jämförelsevis kort.
Kamelerna är väl anpassade för de ökenmiljöer som är deras naturliga hemvist. De har breda fötter med mjuka trampdynor, extra tjock hud på knä och bringa, näsborrar som kan stängas, skyddshår vid öronöppningarna, buskiga ögonbryn med två rader av långa ögonfransar. Liksom hos alla kameldjur har varje fot två tår. De har tjock päls som skyddar dem mot nattkylan i öknen, och som även delvis skyddar dem mot hettan under dagen. Pälsens färg varierar mellan sandgrå och mörkbrun. Vid nacke och strupen är håren längst. I övrigt är pälsen under vintern tjockare och tätare. När den varma årstiden börjar avsöndras vinterpälsen inte jämnt och därför ger den ett mindre vårdat intryck. Den vilda populationen skiljer sig från domesticerade djur framförallt genom ljusare, sandfärgad päls, smalare kroppsbyggnad och spetsigare pucklar. Kroppstemperaturen är mera variabel än hos flera andra däggdjur. Skillnaden kan vara 6 till 8 °C, vilket minskar kamelens transpiration.

## Ekologi

### Habitat
Kamelen är särskilt väl anpassad till torra habitat. Under vintern vistas den vanligen nära vattenansamlingar och under sommaren vandrar den till torra stäpper eller halvöknar. Temperaturerna i levnadsområdet varierar mellan -30 °C och + 40 °C.

### Föda
Liksom alla andra kameldjur är kameler växtätare (herbivorer) med mycket sega munnar, vilket låter dem äta taggförsedda ökenplantor eller växtämnen med hög salthalt. Födan tuggas endast i liten grad och transporteras sedan till kamelens förmage. Kamelen tuggar om födan liksom medlemmar i ordningen idisslare (Ruminantia) men de tillhör inte samma zoologiska grupp. Det antas att kamelens matsmältningssystem uppkom oberoende av idisslarnas, till exempel har kamelen i motsats till idisslare körtlar i sin förmage. En kamel kan dricka över 100 liter vatten vid ett enda tillfälle och kan sedan klara sig ett halvår utan vatten om den inte arbetar.

### Fortplantning
Efter dräktigheten, som varar i tolv till fjorton månader, föder honan vanligen en unge – tvillingar förekommer sällan. De flesta föds i mars och april. Nyfödda kameler är "borymmare" och kan gå redan efter några få timmar. Efter cirka 1,5 år slutar honan att ge di. Efter tre till fem år är ungdjuret könsmoget. Medellivslängden ligger på 25 till 35 år och enskilda individer kan bli 40 år gamla.

## Kamelen och människan

### Domesticering
Det förmodas att kamelen blev domesticerad 2 500 år f. Kr. möjligen i norra Iran, nordöstra Afghanistan eller sydvästra Turkestan. Andra källor uppger Arabiska halvön som den rätta platsen och tidpunkten till 4 000 till 2 000 f. Kr.

### Status och hot
Människan har nästan utrotat de vilda kamelerna, men de tama djuren finns i stort antal och hjälper människorna att frakta saker i otillgängliga och kala områden. Kamelen var förr ett mycket viktigt djur för den internationella handeln, och via den så kallade sidenvägen mellan Europa och Kina gick karavaner med kameler som förde med sig siden, kryddor och andra varor till Europa. Den svenske forskningsresanden Sven Hedin använde kameler när han kartlade delar av Asien.
De sista 1000 vilda kamelerna hotas nu av tjuvjakt och illegal gruvdrift på guld i det 107 768 kvadratkilometer stora Lop Nur-reservatet som ligger kring den uttorkade sjön Lop Nur i Centralasien. IUCN listar den vilda populationen som akut hotad (critically endangered).
Den brittiska journalisten och miljöaktivisten John Hare räknar sedan 1992 beståndet av de vilda kamelerna. Han var även en av grundarna av Wild Camel Protection Foundation som inrättades 1997. Organisationen får finansiell hjälp av FN:s miljöprogram (UNEP).
Ett framsteg kom 1999 då en 107 768 km² stor skyddszon med namnet Xinjiang Lop Nur Wild Camel Nature Reserve inrättas. Ett flertal mindre skyddsområden är anslutna till denna zon. Ett bestående problem är att bara fem av områdets 15 vägar kontrolleras. En gasledning som var planerad från öst till väst genom skyddszonen byggdes senare utanför.

## Se även

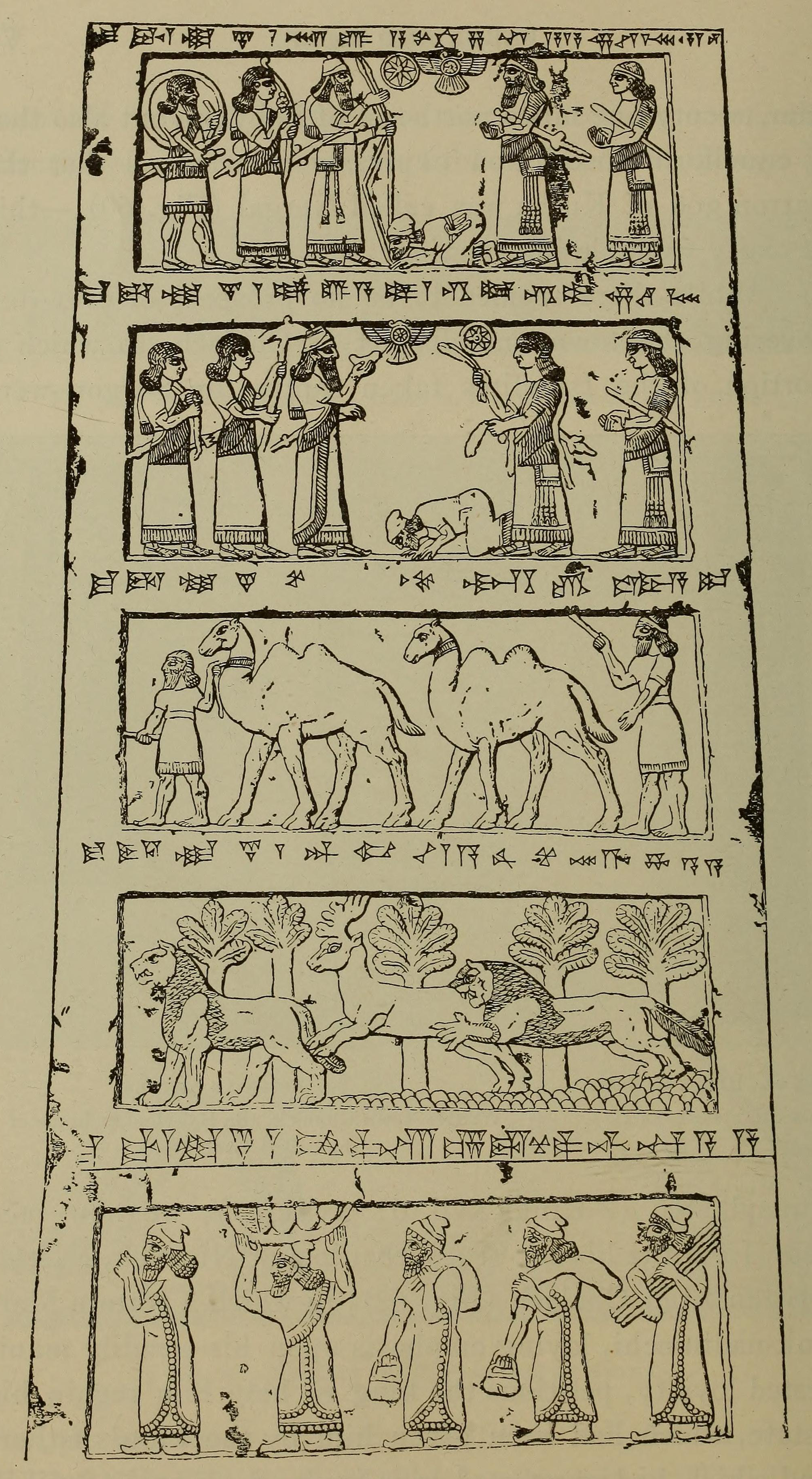
Tvåpuckliga kameler på den svarta obelisken.